# Morgan forum
Branschorganisationen Morgan forum är en sammanslutning av företag verksamma inom den svenska mobila tjänstesektorn. Företag inom områdena innehållstjänster, underhållning, rösttjänster, sms och andra bärartjänster samt teknikföretag aktiva inom samma område är medlemmar.

## Mobila tjänster
Några exempel på mobila tjänster är:
- Köpa biljett till SL
- Betala parkeringsavgift
- Köpa ringsignaler till mobilen

## Verksamhet
Morgan Forum syftar till att samla svenska företag inom den mobila tjänstesektorn till en gemensam plattform för att kunna utbyta idéer samt arbeta tillsammans för att påverka i frågor som rör branschen. Branschen för mobila tjänster är relativt ny och därför är kunskapen om hur branschen fungerar begränsad och Morgan Forum syftar till att informera aktörer på marknaden om hur branschen fungerar. Organisationen har tidigare engagerat sig i etablerandet av WyWallet i samband med regelförändringar i penningtvättslagarna.